# Cerkiew Opieki Matki Bożej w Pokrach
Cerkiew pod wezwaniem Opieki Matki Bożej – zabytkowa prawosławna cerkiew parafialna w Pokrach, w dekanacie brzeskim rejonowym eparchii brzeskiej i kobryńskiej Egzarchatu Białoruskiego Patriarchatu Moskiewskiego.
Cerkiew znajduje się na północno-zachodnich obrzeżach wsi, około 1 km od centrum. Wzniesiona w 1739, przebudowana w 1840. Remontowana w latach 1925–1926. Drewniana, w stylu barokowym, orientowana, na planie krzyża. Od frontu dwukondygnacyjna wieża-dzwonnica (dolna kondygnacja czworoboczna, górna – ośmioboczna), zwieńczona dachem namiotowym z kopułką. Nad miejscem skrzyżowania nawy z transeptem znajduje się ozdobna wieżyczka zwieńczona kopułą. Na krańcach transeptu trójkątne szczyty, zwieńczone kopułkami. Prezbiterium w formie pięciobocznej apsydy, z dwiema zakrystiami.

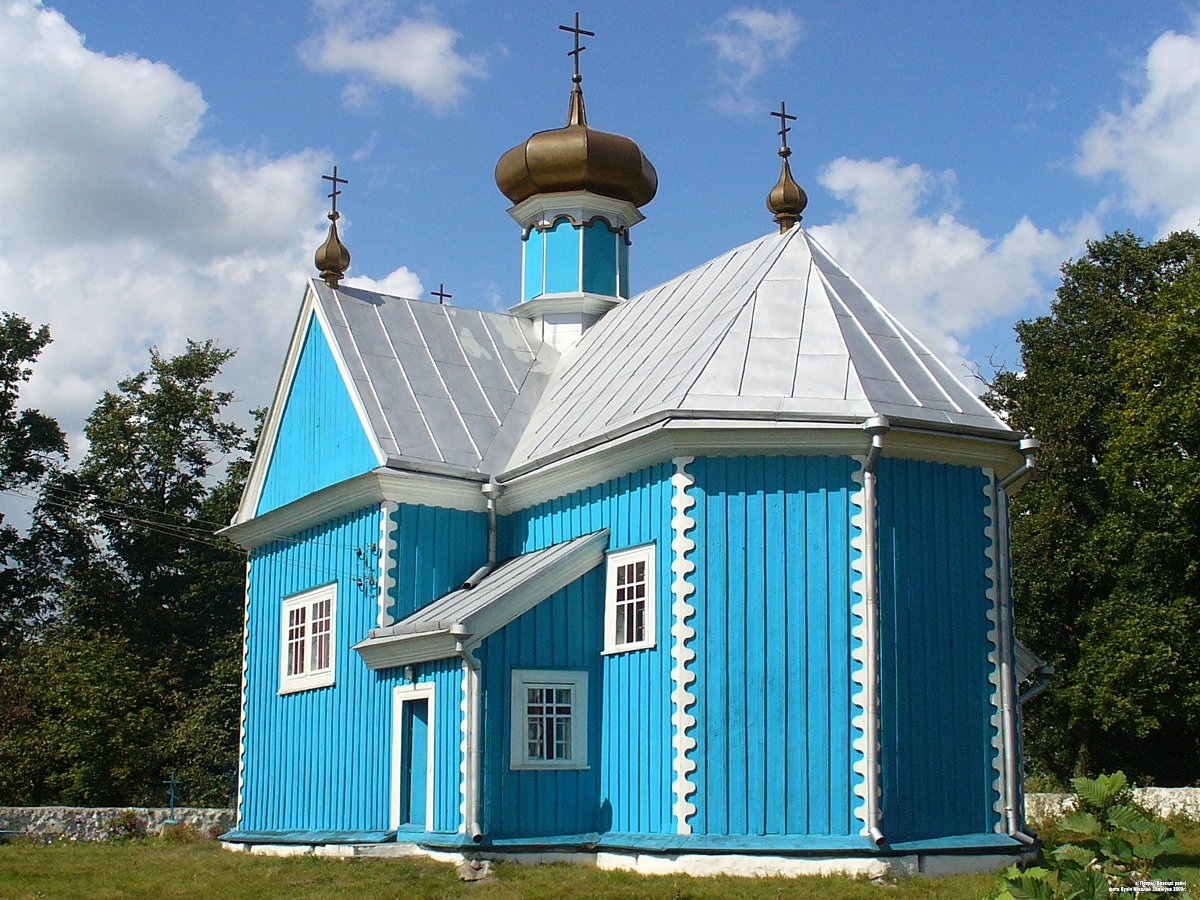
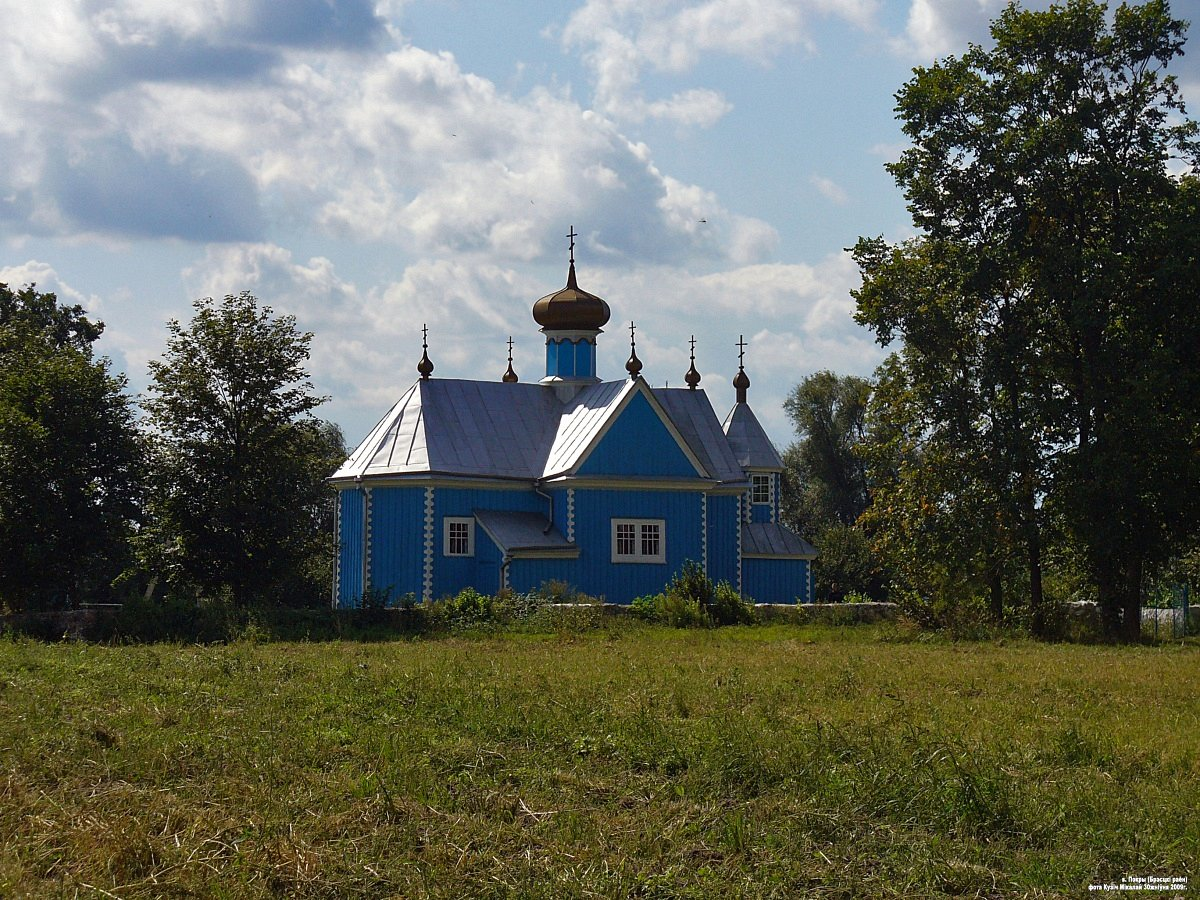
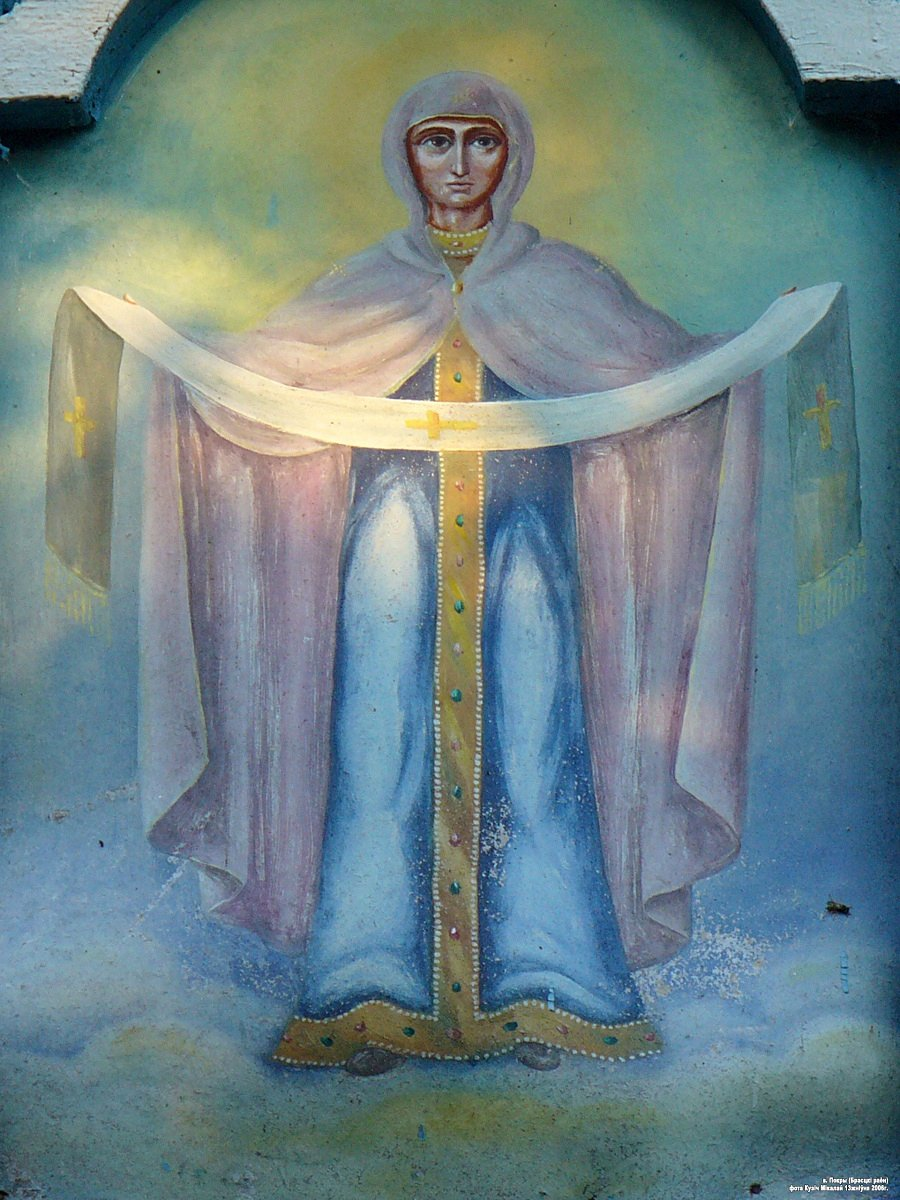